# Peek-a-boo (estilo de boxeo)
Peek-a-boo es un estilo de boxeo que recibió su nombre común por la posición defensiva de las manos, que normalmente se colocan frente a la cara, como en el juego de bebés del mismo nombre. Se cree que la técnica ofrece protección adicional a la cara al tiempo que facilita golpear la cara del oponente. El luchador sostiene sus guantes cerca de sus mejillas y aprieta sus brazos contra su torso. Uno de los principales defensores del estilo fue el entrenador Cus D'Amato, quien no usó el término peek-a-boo y en su lugar se refirió a él como una "defensa cerrada". El estilo fue criticado por algunos porque se creía que desde allí no se podía lanzar un ataque eficaz.

## Concepto
Los principios clave de Peek-a-boo se basan en el concepto de "Malas intenciones".[cita requerida], que enfatizan la filosofía D'Amato. La idea general es que los practicantes de Peek-a-boo son contragolpes, que contrariamente a las formas acostumbradas de contragolpe percibidas como retroceder constantemente y golpear desde la distancia segura, avanzan y lo hacen con mucha agresividad cargando constantemente en el oponente, provocándolo a lanzar golpes para contraatacar, y, posteriormente a cometer errores para capitalizar, creando aperturas y ángulos de ataque dominantes.

## Movimiento de manos y parte superior del cuerpo
El boxeo Peek-a-boo utiliza las manos relajadas con los antebrazos frente a la cara y el puño al nivel de la nariz y los ojos. Otras características únicas incluyen movimientos de cabeza de lado a lado, balanceos, zigzagueos y apartar a ciegas al oponente.
Un luchador que usa el estilo peek-a-boo es perforado con el muñeco estacionario y en la bolsa hasta que el luchador puede golpear mediante combinaciones rápidas con lo que D'Amato llamó "malas intenciones". El estilo permite movimientos rápidos del cuello, así como agachamientos rápidos y daño de devolución malo, generalmente mediante ganchos ascendentes o incluso ganchos ascendentes.[cita requerida]

## Juego de piernas
Los observadores no notan con tanta frecuencia el juego de pies Peek-a-boo, que generalmente se enfoca en el movimiento de la parte superior del cuerpo y los golpes, pero establece la base tanto para el movimiento efectivo de la parte superior del cuerpo como para golpear con palanca. El juego de pies tiene como objetivo cerrar la distancia, amontonar al oponente, cortar sus rutas de escape, negar su ventaja de alcance y crear ángulos dominantes para el ataque simultáneamente. Para poder esquivar y contrarrestar los golpes del oponente, el practicante debe poder hacerlo desde una postura neutral o casi neutral, con la pelvis cuadrada en paralelo a la pelvis del oponente, ya que crea más espacio para la parte superior lateral. -movimiento del cuerpo de lado a lado con más amplitud, y coloca a los boxeadores convencionales en una posición desconocida en relación con los practicantes de Peek-a-boo. El movimiento pélvico peek-a-boo también establece el impulso para los uppercuts. Como el juego de pies Peek-a-boo requiere cambios y cambios ocasionales de postura, los boxeadores ambidiestros prevalecen sobre los ortodoxos y los zurdos, obteniendo la máxima ventaja al cambiar constante y deliberadamente su postura.
Los luchadores elegirían combinaciones de una serie de golpes numerados:
1. Gancho izquierdo
2. cruz derecha
3. Uppercut izquierdo
4. Uppercut derecho
5. Gancho de izquierda al cuerpo
6. mano derecha al cuerpo
7. Golpe a la cabeza
8. Jab al cuerpo

Instruir a un luchador en la esquina (y gritar desde el ringside) se hizo más simple al gritar combinaciones numeradas. Probablemente el ejemplo más famoso fue el devastador 6-4 de Mike Tyson.

## Practicantes conocidos
En orden alfabético (con sus respectivos alumnos):
- Teddy Atlas, fue entrenado como luchador, mostró un éxito inicial considerable ganando cada pelea posterior por nocaut, pero después de que se descubrió su enfermedad espinal, D'Amato lo instruyó para ser entrenador (Atlas en realidad se convirtió en entrenador y esquinero tanto para Kevin Rooney como para Mike Tyson en 1979-1982, mientras que D'Amato fue relevado de sus deberes diarios de entrenamiento para ser un mentor y resolver problemas gerenciales.)
- Donny Lalonde
- Shannon Briggs
- Michael Moorer
- Jack Dempsey, creador de su propio movimiento sobre el uso de su fuerza en los contrarios, "dempsey roll"
- Michael Grant
- Alejandro Povetkin
- Timothy Bradley
- Oleksandr Gvozdyk
- Joey Hadley, 1973 mejor boxeador amateur de peso medio de Estados Unidos.
- Buster Mathis, formado durante varios años al inicio de su carrera profesional por Cus D'Amato.
- Floyd Patterson, el primer luchador en usar el peek-a-boo de manera efectiva, se convirtió en medallista de oro olímpico y dos veces campeón mundial de peso pesado. Además, el primer hombre en recuperar el campeonato de peso pesado.
- Tracy Harris Patterson
- Kevin Rooney, ex entrenador de Mike Tyson, es un experto en boxeo peek-a-boo, habiendo sido una vez campeón de Golden Gloves.
- Omar Sheika
- Vinny Paz
- José Torres, quien fue entrenado y dirigido por D'Amato, ganó la medalla de plata en los Juegos Olímpicos de Melbourne 1956, y ganó el título mundial de peso semipesado al derrotar a Willie Pastrano.
- Mike Tyson, cuyo uso del estilo es probablemente el ejemplo más famoso, era conocido por su capacidad de golpeo y defensa.